# Groupe de NGC 3672
Le groupe de NGC 3672 est un trio de galaxies situé dans la constellation de la Coupe. La distance moyenne entre ce groupe et la Voie lactée est d'environ 25,4 Mpc (∼82,8 millions d'al). 

## Membres
Le tableau ci-dessous liste les trois galaxies du groupe indiquées dans l'article de A.M. Garcia paru en 1993.
| Nom      | Class.      | Type         | α (J2000.0)   | δ (J2000.0)  | Vitesse radiale (km/s) | m    | Distance (Mpc) | Diamètre (kal) |
| -------- | ----------- | ------------ | ------------- | ------------ | ---------------------- | ---- | -------------- | -------------- |
| NGC 3636 | E0          | Elliptique   | 11h 20m 25.0s | -10° 16′ 54″ | 1741 ± 13              | 12,4 | 31,1 ± 2,2     | 39             |
| NGC 3637 | (R)SB0^0(r) | Lenticulaire | 11h 20m 39.6s | -10° 15′ 26″ | 1846 ± 9               | 12,7 | 32,7 ± 2,3     | 37             |
| NGC 3672 | (SA(s)c     | Spirale      | 11h 25m 02.5s | -09° 47′ 43″ | 1871 ± 1               | 11,4 | 33,1 ± 2,4     | 101            |

Le site DeepskyLog permet de trouver aisément les constellations des galaxies mentionnées dans ce tableau ou si elles ne s'y trouvent pas, l'outil du site constellation permet de le faire à l'aide des coordonnées de la galaxie. Sauf indication contraire, les données proviennent du site NASA/IPAC. 